# Autobus de Bruxelles
Le réseau de Bus de Bruxelles est exploité par la Société des transports intercommunaux de Bruxelles (STIB) et dessert l’ensemble de la Région de Bruxelles-Capitale avec quelques lignes se prolongeant en Flandre.
Bruxelles possède un réseau très vaste et dense de 51 lignes. Outre le réseau de base, on retrouve des lignes ne circulant qu’en heures de pointe, et depuis le 20 avril 2007, un réseau de nuit nommé Noctis roulant les vendredis et samedis de minuit à 2 h 45.

## Histoire

### Les débuts

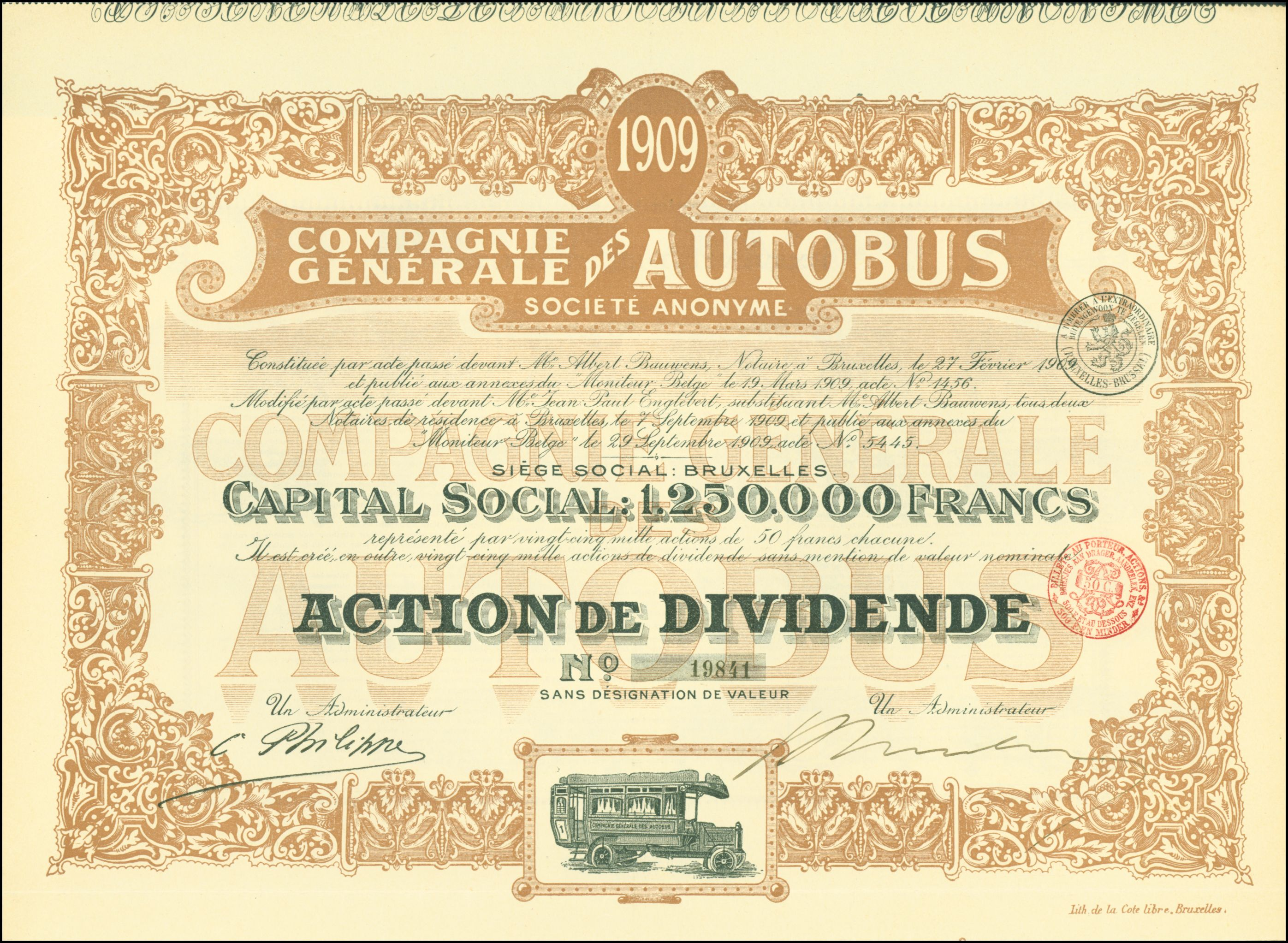
Action de la Compagnie Générale des Autobus SA en date du 29 septembre 1909

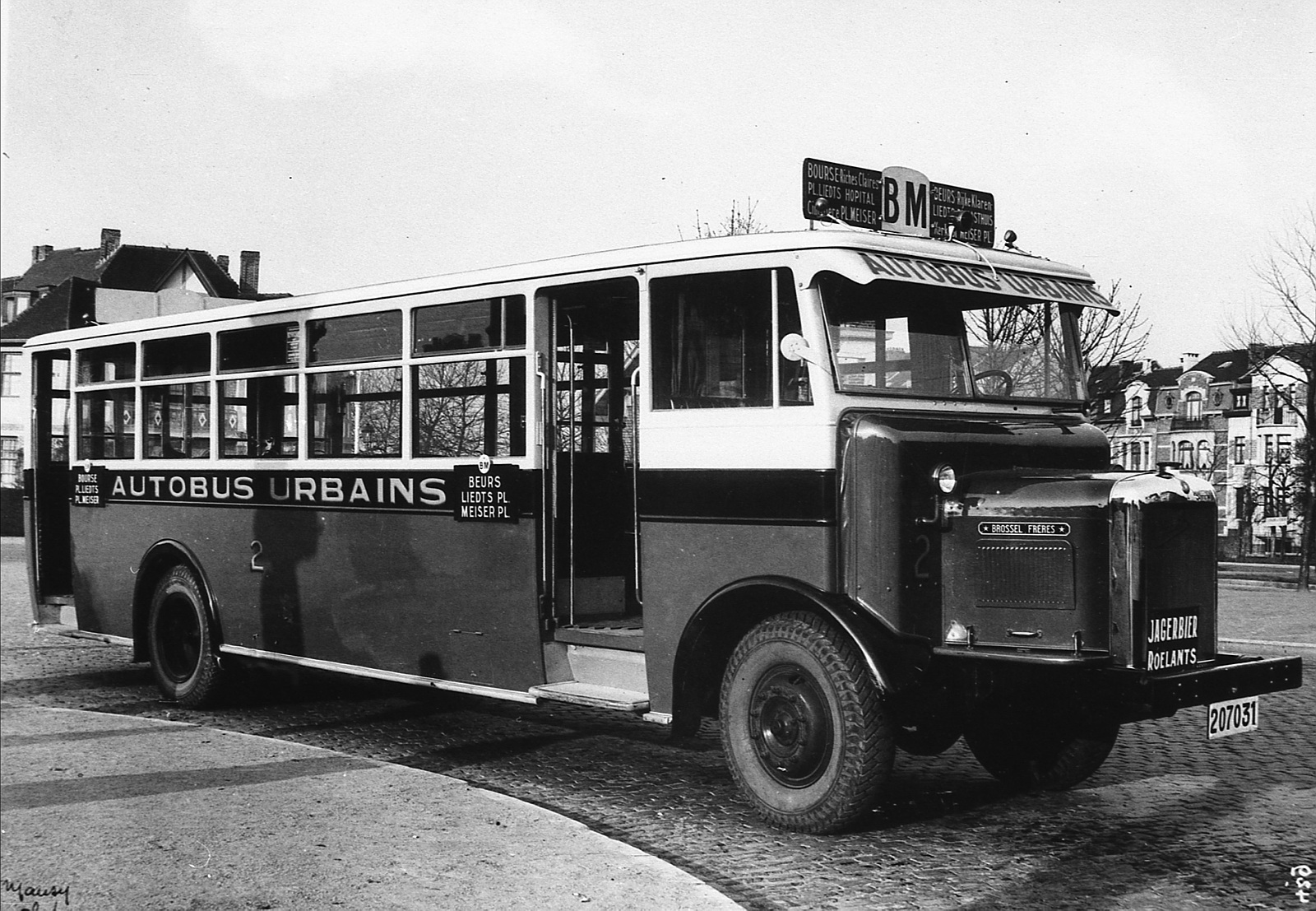
Brossel BCS AU65 des Autobus urbains (AU) au terminus de la place Meiser.

Les premiers autobus font leur apparition à Bruxelles en 1907 en remplacement des Omnibus à chevaux sur une ligne expérimentale reliant la Bourse à Ixelles nouvellement créée. Le 17 août 1909, la Compagnie Générale des Autobus (CGA) reprend l'exploitation de la ligne du « Central Car » « Porte d'Anvers - Place de Brouckère - Place Surlet de Chockier »[réf. souhaitée].

Les autobus disparaissent dès 1913, mais en 1920 ils sont réintroduits sur la ligne du « Tram-Car Nord-Midi » et l'année 1922 voit la suppression des Omnibus à chevaux. La S.A. « Tram-Car Nord-Midi » devient la « S.A. Bruxelloise d'Auto-Transport » qui exploite la ligne « NM » : Nord - Midi - Par la rue Neuve.
En 1924, création d'une 2e ligne, la « BM » : Monnaie - Porte de Namur - Boulevard Militaire (actuel Général Jacques). En 1926, la S.A. « Les Autobus Bruxellois » est créée.
Une autre ligne BM est mise en service en octobre 1931 entre la Bourse à Bruxelles et la place Général Meiser à Schaerbeek, elle est exploitée par la société des Autobus urbains, créée spécifiquement pour opérer cette ligne.
Au cours des années 1930, la ligne est prolongée de la Bourse à la place Fontainas.
La Seconde Guerre mondiale entraine la saisie des véhicules de la compagnie en mai 1940 ce qui provoque la fermeture de la ligne et la dissolution de la compagnie.
En 1939 est mise en service de la ligne 54, unique ligne de trolleybus à Bruxelles.

### Le bus remplace les tramways
La première ligne à être remplacée par une ligne d'autobus est le tram 47 en 1957, au moins une trentaine de lignes remplacée par des autobus.

### Création de la STIB

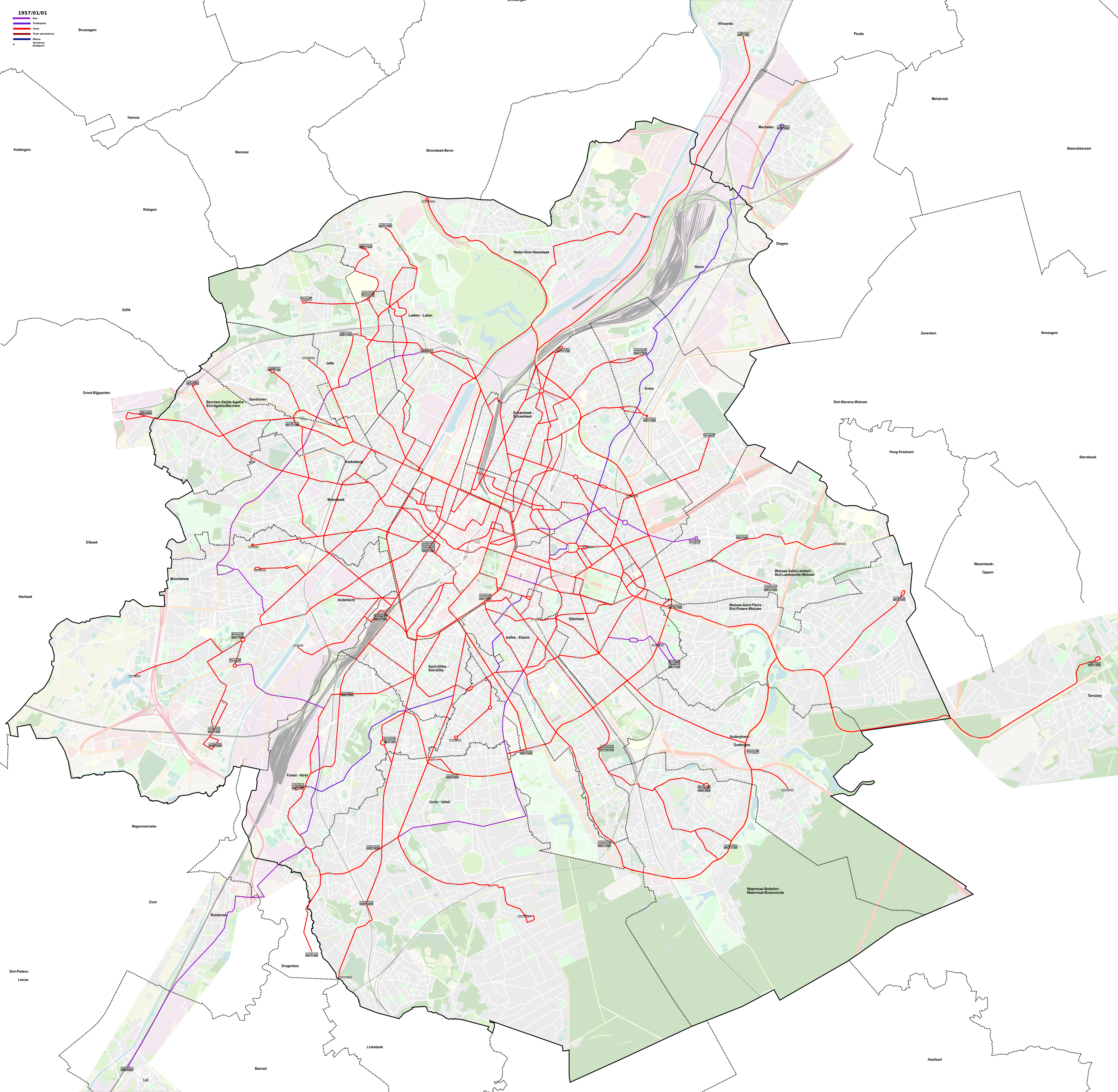
Plan du réseau au 01 01 1957.

Le 1er janvier 1954, la STIB est créée par association de l’État, de la province de Brabant, des 21 communes bruxelloises et de la S.A. « Les tramways Bruxellois ».
En 1955, la société « Les Autobus Bruxellois » est incorporée à la STIB qui exploite alors la ligne de trolleybus 54 et trois lignes de bus. Le réseau va s’étendre grâce à huit nouvelles lignes de bus vers les quartiers périphériques.
L'année 1956 voit la création de trois lignes de bus,[réf. nécessaire] : la 49 le 16 juillet, la 29 le 16 octobre et la 36 le 6 novembre.
Le 18 avril 1957, la numérotation des lignes reprises aux Autobus Bruxellois est harmonisée avec le reste du réseau : les lignes E, F et O deviennent respectivement 50, 37 et 38/.
Le 2 juillet 1957, la ligne de tramway 47 est convertie en ligne de bus sous le même indice et itinéraire entre la place de la Bourse et l'avenue Marly à Neder-Over-Heembeek. C’est la première ligne à voir ses tramways remplacés par des bus.
Le 24 septembre 1957, création de la ligne 19[source insuffisante]. Cette ligne aura une existence assez courte car elle est supprimée le 30 avril 1960, son trajet est partiellement repris par la ligne 47.

### Conversion des lignes de tramways en lignes de bus
À l'instar de la ligne 47 en 1957, de nombreuses lignes de tramway vont être converties en lignes de bus durant les années 1950 et surtout 1960.
- 26 novembre 1957 : la ligne de tramway 65 est convertie en ligne de bus sous le même indice ;
- 21 janvier 1958 : la ligne de tramway 66 est convertie en ligne de bus sous le même indice ;
- 25 mars 1958 : la ligne de tramway 27 est convertie en ligne de bus sous le même indice ;
- 24 juin 1958 : la ligne 84 est mise en service le 24 juin 1958 sous l'indice 84, elle double en grande partie la ligne de tramway 85 entre la place de la Bourse à Bruxelles et le cimetière de Molenbeek, elle est cependant prolongée à Bruxelles au-delà de la Bourse jusqu'à la porte de Namur[réf. nécessaire] ;
- 17 février 1959 : la ligne de tramway 64 est convertie en ligne de bus. Elle est par la suite prolongée vers 1959-1962 de la gare d'Evere au cimetière[5] ;
- 12 mai 1959 : la ligne de tramway 86 est convertie en ligne de bus ;
- 22 décembre 1959 : la ligne de tramway 85 est supprimée et remplacée par la ligne 84 qui est renumérotée 85 à cette occasion, la ligne garde son terminus de la porte de Namur et est prolongée jusqu'à la gare de Berchem-Sainte-Agathe en remplacement du tramway[réf. nécessaire] ;
- 1er mars 1960 : la ligne de tramway 89 est convertie en ligne de bus ;
- 26 juin 1960 : la ligne de tramway 46 est convertie en ligne de bus ;
- 13 octobre 1960 : la ligne de tramway 33 est convertie en ligne de bus ;
- 8 novembre 1960 : la ligne de tramway 17 est convertie en ligne de bus. Elle est néanmoins déviée entre la place des Palais à Bruxelles et la place Eugène Flagey à Ixelles par l'itinéraire de la ligne de tramway 94 qu'elle remplace et est également prolongée à cette date ou ultérieurement du cimetière d'Ixelles à Watermael-Boitsfort (Étangs)[réf. nécessaire],[note 1] ;
- 8 novembre 1960 : la ligne de tramway 96 est convertie en ligne de bus ;
- 7 novembre 1961 : la ligne de tramway 5 est convertie en ligne de bus ;
- 21 novembre 1961 : la ligne de tramway 48 est convertie en ligne de bus ;
- 2 janvier 1962 : la ligne de tramway 22 est convertie en ligne de bus ;
- 5 septembre 1964 : la ligne de tramway 20 est convertie en ligne de bus.

Durant l'année 1964, quarante kilomètres de rails disparaissent tandis que le réseau de bus passe de 40  à   185 kilomètres. la ligne de trolleybus 54 est convertie en une ligne de bus le 15 février 1964.
Dans le même temps, plusieurs lignes de bus sont créées :
- 22 mai 1958 : création de la ligne 42 ;
- 1er janvier 1959 : création de la ligne 30 :
  - 18 mars 1963 : création de la ligne 43,
  - 7 mai 1963 : création de la ligne 57,
  - 4 septembre 1964 : création de la ligne 20.

### La «Grande réforme»
À la fin des années 1960, une opération nommée la « Grande réforme » est menée en plusieurs phases :
- phase 1, le 31 octobre 1967 : la ligne 78 remplace partiellement la ligne de tramway 74 ;
- phase 2, le 28 novembre 1967 : la ligne de bus 64 est supprimée, son trajet est partiellement repris par le tramway 102 ;
- phase 3, le 12 décembre 1967 : la ligne de bus 22 est supprimé et création de la ligne 77 ;
- phase 4, le 9 janvier 1968 : la ligne 13 remplace partiellement la ligne de tramway 13 et la ligne 86 est supprimée, son trajet est partiellement repris par la noubvelle ligne 87.
- phase 5, le 16 avril 1968 : Les lignes 17 et 33 sont supprimées, leurs trajets sont repris par les nouvelles lignes lignes 21 et 95.

La ligne de bus 48 est prolongée av du Domaine et le bus 47 est limité à la Gare du Midi.
Le 25 novembre 1969, la ligne de tramway 28 est convertie en ligne de bus. Le 4 janvier 1968, la ligne de bus 103, à ne pas confondre avec la ligne de tramway homonyme circulant à la même époque, remplace la ligne de tramway 75 entre le rond-point du Meir, terminus du tramway 103, et le hameau de Neerpede à Anderlecht.

### La mise en service progressive du métro
Les années 1970 et 1980 ont vu à la fois la mise en place du métro par conversion progressive de la plupart des sections du prémétro et la poursuite de la conversion en autobus des lignes de tramway.
Le 20 mars 1970, les lignes de tramway 63 et 76 sont converties en lignes de bus, la nouvelle ligne 76 absorbant au passage la ligne de bus 77.
Le 8 décembre 1970, la ligne de bus 37 est supprimée, suivie le 5 janvier 1971 par la ligne de bus 103 reprise par la ligne 76.
Le 11 novembre 1972, création de la ligne 71 qui remplace partiellement la ligne de tramway 32.
Le 31 janvier 1975, renumérotation de la ligne 5 qui devient la ligne 59. Le 15 février 1975, création de la ligne 80 qui remplace partiellement la ligne de tramway 81.
Les lignes de bus 51 et53 sont créées respectivement les 15 mars et 21 juin 1975.
Le 21 septembre 1976, création de la ligne 35 barré qui remplace partiellement la ligne de tramway 25. Cette ligne est elle-même supprimée le 3 octobre 1978.
Le 17 juin 1977, création de la ligne 34 qui remplace la ligne de tramway 35 puis le 29 août 1977, création de la ligne 74.
Le 12 mars 1982, la ligne de bus 74 est supprimée, son trajet est partiellement repris par la ligne de tramway 103. Le 8 mai 1982, la ligne de bus 27 est supprimée à son tour.
Le 26 octobre 1982, les lignes 21, 46 et 76 sont supprimées et remplacées par les lignes 47 et 89 tandis que la ligne 67 voit le jour.
Le 1er février 1984, création de la ligne 158 suivie le 1er juin 1984 par celle de la ligne 86.
Le 7 janvier 1985, création de la ligne 68.
Le 24 mars 1985, la ligne de bus 51 est supprimée, son trajet est repris par le bus 42 et par le bus 96.
Le 15 août 1985, les lignes de tramway 18 et 93 (entre la place des Palais à Bruxelles et la place Georges Brugmann à Ixelles) sont partiellement remplacées par des lignes de bus nouvellement crées, respectivement par les lignes 60 et 37.
Le 1er octobre 1987, création de la ligne 51 qui remplace le bus 158 et partiellement la ligne de tramway 58 et de la ligne 61 qui remplace partiellement la ligne de tramway 62 entre Bruxelles-Nord et le Square Maréchal Montgomery à Woluwe-Saint-Pierre[source insuffisante].
Le 2 mai 1988, création de la ligne 98 suivie le 2 octobre 1989 par celle de la ligne 72.

### Les années 1990 et le début des années 2000
Le 20 février 1990, la ligne de bus 37 est supprimée, son trajet est partiellement repris par la ligne de bus 60.
Le 2 mai 1991, création des lignes 41, en remplacement de la ligne 42 entre Wiener et la gare d'Uccle-Calevoet, et 45. Le 2 septembre 1991, création de la ligne 14, qui remplace partiellement la ligne de bus 13 et des lignes 74 et 84, cette dernière remplace en partie la ligne 86 qui est supprimée.
Le 29 juin 1993, la ligne de bus 51 est supprimée, son trajet est repris par la ligne de bus 50 et par la ligne de tramway 18.
Le 4 décembre 1993, la ligne de tramway 58 est partiellement convertie en ligne de bus entre Bruxelles et la gare de Vilvorde, le tramway reste néanmoins exploité entre Schaerbeek et Berchem-Saint-Agathe jusqu'au 3 décembre 1993, date de sa suppression.
Le 28 mars 1994 : création de la ligne 88, qui est supprimée le 30 décembre 1995.
Le 12 novembre 1996, création de la ligne 150[Laquelle ?] qui est supprimée le 1er juillet 1997.
Le 14 avril 1997, création de la ligne 31 suivie le 5 décembre 1997 par celle des lignes 21 et 22.
Le 1er septembre 1998, la ligne de bus 67 est supprimée.
Le 1er juillet 2001, création de la ligne 12, ligne semi-directe entre Bruxelles et l'aéroport.
Le 16 octobre 2001, la ligne de bus 68 devient la ligne 69 et la ligne 70 est créée, cette dernière est toutefois supprimée le 1er septembre 2002.
Le 11 décembre 2001,scission de la ligne 20 en deux lignes 20 et 27 et de la ligne 47 en deux lignes 46 (Gare du Nord à Moortebeek) et 47 (De Brouckère à Vilvorde).
Le 21 février 2003, lancement de la ligne N71, ancêtre du réseau Noctis.
Le 15 septembre 2003,suppression de la ligne 74 à la suite du prolongement de la ligne 1B du métro (actuelle ligne 5) de Bizet à Érasme.
Le 6 décembre 2003, lancement à titre expérimental pour six semaines jusqu’au 15 janvier 2004 de la ligne « 8 Citybus » en boucle dans le centre de Bruxelles. Cette ligne fonctionne de 12 heures à 19 heures avec un bus toutes les 10 minutes avec comme point de départ la Gare centrale et passant par les principaux parkings et lieux touristiques. Si le test s’était avéré concluant, la ligne aurait circulé jusqu’à l’été suivant.
Le 13 septembre 2004, création de la ligne 77 qui est finalement supprimée le 15 novembre 2004.
Le 4 décembre 2004, après le test de la ligne « 8 Citybus », le service revient fin 2004 mais avec deux lignes circulaires « 8A » et « 8B » partant toujours de la Gare Centrale avec la même amplitude horaire que précédemment. Financée par la ville de Bruxelles, la ligne est gratuite mais est arrêtée le 8 janvier 2005 et ne sera plus recréé.
Le 5 septembre 2005, création de la ligne 11.

### La grande restructuration entre 2006 et 2009
Seules phases concernant le réseau de bus sont reprises ici.
Le 4 septembre 2006, a lieu troisième phase de la restructuration : La ligne 20 est ramenée de Gare du Midi à Delacroix afin de ne pas faire doublon avec la ligne 2. Afin d’éviter un doublon avec la ligne 94, la ligne 41 a vu son terminus ramené de Herrmann-Debroux à Wiener, tandis que la ligne 42 a été prolongée de Wiener à Transvaal en reprenant le trajet de la ligne 34, limitée de Bourse à Porte de Namur, a été déviée vers Sainte-Anne pour reprendre le trajet du 96 qui est limité à Herrmann-Debroux. La ligne 46 a vu son terminus nord situé à Gare du Nord ramené à De Brouckère-Halles afin de ne pas faire doublon avec la ligne 56, disparue depuis. La ligne 53 est prolongée de Val Maria à Hôpital Militaire. La ligne 98 est limitée à CERIA au lieu de Érasme et la ligne 75 est créée entre Bon Air et CERIA. Plusieurs arrêts ont changé de noms.
Le 7 janvier 2007, a lieu la phase « 3 bis » de la restructuration : Création de la ligne 17 entre Beaulieu et Heiligenborre à la suite de la restructuration des lignes 95, limitée à Wiener au lieu de Heiligenborre, et 96 qui est supprimée. La ligne 41 est prolongée de Wiener à Herrmann-Debroux pour pallier la suppression de cette dernière. Plusieurs arrêts ont changé de noms,.
Le 20 avril 2007, création du réseau « Noctis » circulant en fin de semaine de minuit à 3 heures du matin.
Le 2 juillet 2007, cinquième phase de la restructuration : en soirée, la ligne 15 remplace désormais les lignes 13 et 14. La ligne 27 est prolongée à Andromède tandis que le 28 est prolongée de Schuman à Branbançonne. La ligne 38 voit son terminus à Uccle ramené de Homborch à Héros et est limitée de Gare du Nord à De Brouckère, la ligne 41 est elle aussi limitée à Héros, la desserte de Calevoet étant reprise par le 60. La ligne 63 est amputée de sa partie ouest reprise par le 88 et la partie nord-ouest par la ligne 80. La ligne 54 est scindée en deux, la partie nord entre Bruxelles-Luxembourg et Machelen Église est reprise par le 64 nouvellement crée. Création de la ligne 79 entre Kraainem et Schuman. La ligne 65 est limitée à Gare Centrale au lieu de De Brouckère. La ligne 66 est prolongée de Cimetière de Bruxelles à Péage. La ligne 80 est prolongée de Andromède à Maes pour remplacer le 63. La ligne 85 est prolongée provisoirement de Beekkant à Delacroix en attendant le bouclage de la ligne 2 et pour compenser la suppression de la ligne de tramway 83 entre Ouest et Delacroix. La ligne 89 est scindée en deux, le tronçon nord est repris globalement par le 88 nouvellement crée. Plusieurs arrêts ont changé de nom,.
Le 11 février 2008, suppression de la ligne N30 du service « Noctis ».
Le 14 avril 2008, les lignes 30 et 31 deviennent respectivement les lignes 76 et 77.
Le 29 juin 2008, la ligne 21 est prolongée à Brussels Airport, ce qui entraîne la suppression de la ligne 11.
Le 5 septembre 2008, le réseau « Noctis » a été réduit, les lignes N03, N66, N71 et N99 ont été supprimées.
Le 6 avril 2009, septième et dernière phase de la restructuration : La ligne 20 est limitée à Étangs Noirs au lieu de Delacroix, afin de ne pas faire doublon avec le Métro. En journée, le 43 est prolongé de Héros à Observatoire tandis que dans Uccle la ligne est modifiée, son terminus passant de Vivier d’Oie à Kauwberg. La ligne 85 est supprimée, remplacée par le Métro et le 82. Création de la ligne 86 entre Machtens et Gare Centrale par scission du 88 qui effectue désormais le trajet entre Heysel et De Brouckère. La ligne 87 est prolongée de Basilix à Berchem Station tandis que le 89 est prolongé de Pannenhuis à Bockstael.

### Les années 2010
Le 9 avril 2010, le réseau « Noctis » a été à nouveau réduit, les lignes N01, N02, N07, N14, N15 et N17 disparaissent à leur tour.
Le 28 juin 2010, la ligne 86 est limitée à De Brouckère au lieu de Gare Centrale.
Le 14 mars 2011, la ligne 41 est prolongée à Transvaal au lieu de Herrmann-Debroux et la ligne 42 est limitée à Musée du Tram au lieu de Transvaal à la suite du prolongement du tramway 94 au musée du Tram. Le terminus des lignes 48, 95 et de tous les Noctis est déplacé de Bourse à Anneessens.
Le 16 avril 2012, l'arrêt Hôpital Deux Alice, jusqu'alors desservi par la ligne 41 vers Transvaal, est supprimé à la suite de la fermeture de l’hôpital. Dès lors, au lieu d'effectuer le détour par la rue Groeselenberg, les bus empruntent l'avenue De Fré sur toute sa longueur et desservent l'arrêt Zeecrabbe comme c'était déjà le cas dans le sens opposé.
Le 29 juin 2015, à la suite de l'agrandissement du piétonnier du centre-ville de nombreux trajets de bus sont affectés. Les lignes 95 et 48 font désormais leur terminus à l'arrêt Parlement Bruxellois renommé Grand-Place et ne desservent plus l'arrêt César de Paepe, repris par le 86 qui fait désormais une boucle autour du piétonnier en passant par la place Fontainas, la Gare Centrale (terminus) et De Brouckère. Le 46 fait son terminus à Anneessens situé sur le boulevard Lemonnier et ne dessert plus Bourse et De Brouckère. Les bus 47 et 88 ne passent plus par la rue de Laeken mais par les boulevards Emile Jacqmain et Adolphe Max. En manque de place pour le parking de bus au centre-ville, seules les lignes 29, 66 et 71 font leur terminus à De Brouckère et les lignes 63 et 38 sont limitées jusqu'à la Gare Centrale.
Le 31 août 2015, la ligne 84 est raccourcie à Berchem Station et la ligne 87 est allongée jusqu'à Beekkant.
Le 1er juin 2018 : création de la ligne 33. Elle est la première ligne de bus à être 100 % électrique.
Le 2 juillet 2018, suppression de la ligne de bus 22. La ligne ne circulant pas le weekend, la dernière circulation a eu lieu le 29 juin 2018. C'est le Van Hool A308 no 8027 qui a assuré le dernier service.
Le 2 septembre 2018 et à la suite de la création de la ligne de tram 9, suppression de la ligne de bus 15. La dernière circulation a eu lieu dans la soirée du 1er septembre 2018. C'est le Van Hool New A330 no 9728 qui a assuré le dernier service. En outre, quelques lignes de bus changent d'itinéraire : la ligne 13 passe désormais par le CPAS de Ganshoren. La ligne 14 ne passe plus par l'arrêt de Rivieren. Elle passe par l'avenue Firmin Lecharlier et ne dessert plus Simonis. La ligne 53 n'effectue plus son terminus à Dieleghem. Elle fait la « boucle » en passant par son ancien terminus et par l'avenue de l'Arbre Ballon (terminus du tram 9) et refait son terminus à UZ-VUB. La ligne 84 ne passe plus par l'arrêt de Rivieren. Elle passe, en remplacement du bus 15, entre Bonaventure et Square du Centenaire. À la demande de l'hôpital de Jette, les arrêts UZ Brussel, Laerbeek-UZ Brussel et Pompiers-UZ Brussel sont respectivement renommés UZ-VUB, UZ Brussel et UZ-Pédiatrie et l'arrêt Arbre Ballon-Heymbosch est renommé Arbre Ballon.
Le 29 septembre 2018, avec le prolongement de la ligne de tram 94, renommée en ligne 8, le bus 42 est limité à Roodebeek (phase 1) pour ne pas faire doublon avec celle-ci. Avec les bus de la ligne 42 raccourcie, la ligne de bus 20 est prolongée depuis Étangs Noirs jusqu'à la Gare du Nord via Tour et Taxis.
Le 11 mars 2019, l'arrêt Benaets a été renommé en Place Saint-Job car il se trouve trop près de celle-ci et l'arrêt RTBF a été définitivement supprimé.

### Le «Plan Bus 2019»

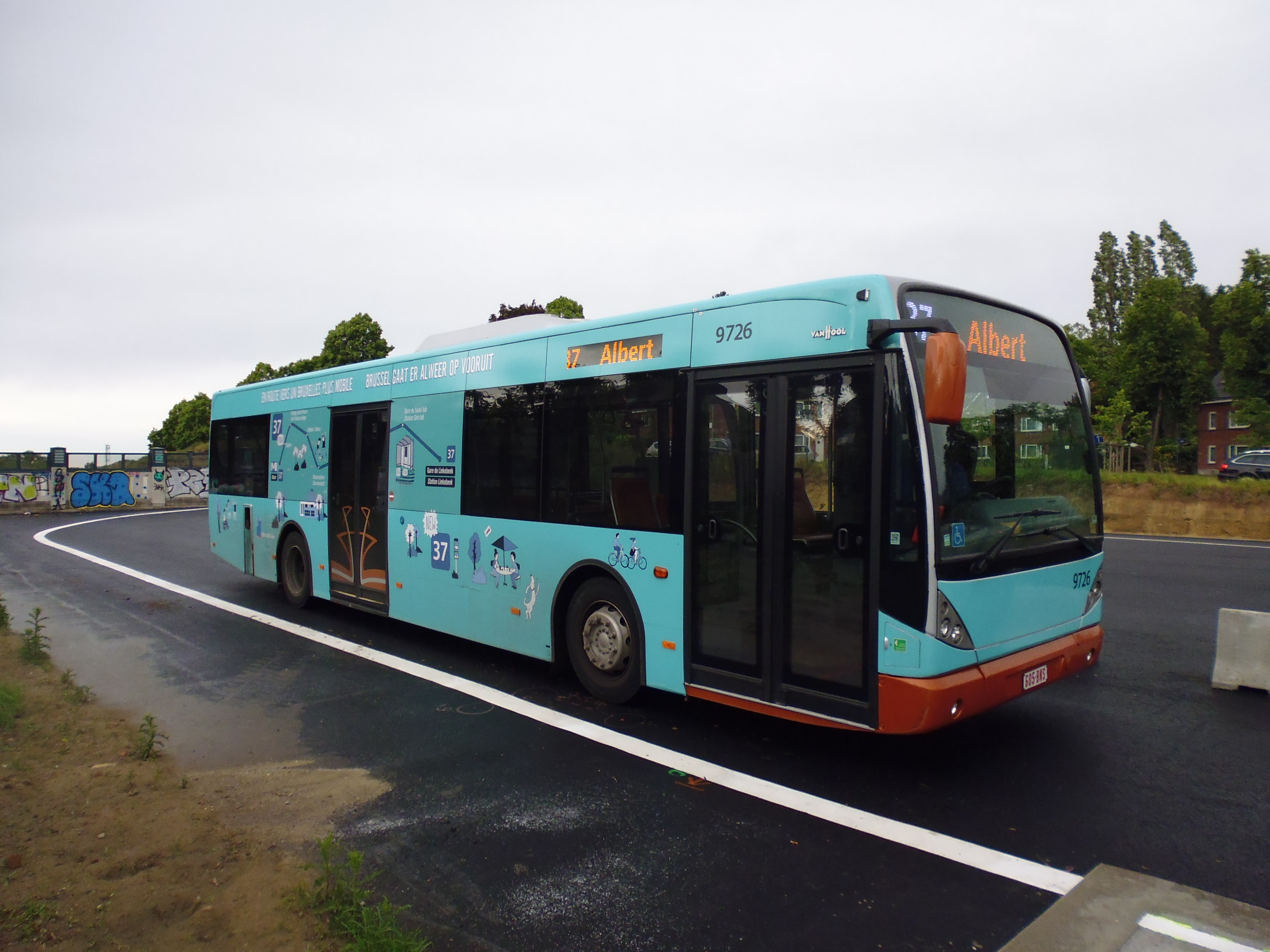
La nouvelle ligne de bus 37, créée en 2019, ici en livrée publicitaire.

Le 6 mai 2019, la ligne 37 est créée, ce qui a eu une double conséquence sur la ligne 43 : pour « désengorger » la circulation sur l'avenue de Fré à Uccle, un bus sur deux est limité à Héros d'une part, son terminus sud a été de nouveau déplacé de Kauwberg à Vivier d'Oie d'autre part.
Le 31 août 2019, la ligne 12 est prolongée de la gare de Bruxelles-Luxembourg à la station Trône et devient l'unique ligne à desservir l'aéroport, la ligne 21 est déviée par un nouvel itinéraire depuis Permeke vers son nouveau terminus Maes via le square Hoedemaekers et la chaussée de Haecht, la ligne 45 est déviée entre les arrêts Saint-Vincent et Oud Kapelleke par la place de la Paix. Ce nouvel itinéraire permet de relier directement la place de la Paix au shopping Cora de Woluwe et au Woluwe Shopping Center, la ligne 46 est prolongée depuis l’arrêt Buanderie vers le WTC par la rue Van Artevelde, la rue de Laeken et la place de l’Yser. Son nouveau terminus se situe à hauteur de l’arrêt Glibert, la ligne 64 abandonne la section Evere Vandenhoven - Machelen Église qui est reprise par les lignes 65 et 80 et est déviée depuis Vandenhoven vers la gare de Bordet, la ligne 65 est prolongée de gare de Bordet vers l'église de Machelen en remplacement de la ligne 64 de concert avec la ligne 80 et cette dernière est prolongée de gare de Bordet vers Haren en remplacement de la ligne 64 de concert avec la ligne 65.
Le 4 novembre 2019, suppression de la ligne de bus 84 qui devient la nouvelle ligne renumérotée 83, la dernière circulation a eu lieu la veille. Puis après ces changements, la ligne 83 reprend la moitié de l'ancien itinéraire de la ligne 88 et le reste du 84 en passant par les arrêts du 87 entre Sorensen et un nouvel arrêt bus appélé Pampoel mais elle ne dessert pas les arrêts entre Lowet et Chopin ; la ligne 14 reprend le début de l'ancienne ligne 84 et ne passe plus à UZ-VUB ; la ligne 13 est finalement prolongée de Simonis à Étangs Noirs vu que la ligne 20 passe à Osseghem ; le 88 est raccourci à UZ-VUB en changeant de terminus avec le 14 vu que la ligne 83 a pris son début d'itinéraire alors il ne dessert plus les arrêts entre Heysel et Hôpital des enfants ; la ligne 49 est limitée à Simonis et ne dessert plus les arrêts de Bockstael à Bossaert-Basilique ; c'est à présent la ligne 53 qui reprend la moitié de son itinéraire pour avoir un prolongement jusqu'à Westland Shopping mais elle délaisse les arrêts de UZ-VUB à Jacobs Fontaine repris en grande partie par le 88. Le 48 est prolongé de Grand-Place à Anneessens avec retour par César De Paepe sans repasser par l'arrêt Grand-Place (situé en réalité place Saint-Jean) ni par le Sablon et finalement le 86 ne dessert plus César de Paepe mais rejoint la Gare Centrale par la place De Brouckère.
L'année 2019 voit l'équipement de plusieurs lignes en bus électriques, l'objectif d'ici quinze ans est d'équiper l'ensemble des lignes.
Le 2 mars 2020, nouvelle phase de restructuration : création de la ligne 56 reliant Buda à Schuman (quartier européen), entraînant la limitation du 47 à Heembeek. La ligne 27 est prolongée jusqu'à Pléiades et la ligne 75 retrouve son terminus à la station de métro CERIA et la ligne 51 est déviée de Globe à Albert.
Le 31 août 2020, création de la ligne temporaire 70 de Albert à Homborch.
Le 1er septembre 2021, création des lignes 52 de la gare centrale au stade Forest National, et de la ligne 74 de Uccle Stalle à Clémence Edvard qui a déjà eu cet indice avant 2003, prolongement de la ligne 83 de Heysel à Val Maria et la ligne 27 est limitée de la Gare du Midi à Luxembourg.
Le 7 mars 2022, création de la ligne 73 entre la Gare du Midi à CERIA, la ligne 66 est limitée de De Brouckère à la Gare Centrale, création de la ligne provisoire 90 de Jacques Brel à Peterbos, la ligne 52 est limitée de Forest National à Forest Centre Bervoets et la ligne 75 est prolongée de CERIA à Héros ce qui mène à la suppression de la ligne 98.
Le 4 octobre 2022, création de l'arrêt de bus Suzan Daniel situé avant le pont inauguré du même nom et donc l'arrêt Avenue du port est définitivement supprimé.
Le 5 novembre 2022, la ligne de bus 70 est réduite au trajet entre Héros et Homborch, l'itinéraire vers Albert restant assuré par la 37 et le terminus sud de la ligne 58 est déplacé de Yser à Albert.
Le 28 août 2023, la ligne de bus 70 est supprimée, la desserte est reprise par des services intercalaires de la ligne de bus 43.
Le 23 septembre 2024, suppression du bus 57 au profit de la ligne 10 du tramway entre la Gare du Nord et Heembeek, la desserte entre Heembeek et l'hôpital militaire via Marly est reprise par la ligne 47 où la couleur devient rouge comme l'était le bus 57, la section entre Heembeek et l'hôpital militaire via la place Peter Benoit est reprise par la ligne 10 qui a été mentionné auparavant. La station Van Praet est supprimée.

### Le contrat de gestion 2012-2020 de la STIB
Le nouveau contrat de gestion de la STIB prévoit des investissements dans le réseau d'autobus.
- Pour 2016 :
  - amélioration de l'attractivité de certaines grandes lignes ;
  - augmentation du parc de bus articulés de 20 unités ;
  - abandon des commandes de bus diesel en 2013 ;
  - développement des bus au gaz.
- Pour 2018 :
  - refonte du réseau bus dans toutes les communes bruxelloises, à la suite du développement de certaines lignes de tram entre 2000 et 2018. La restructuration apportera le plus de modifications de lignes depuis de nombreuses années. Le plan prévoit les changements suivants, mais ceux-ci ne sont pas encore définitifs et sont soumis à la consultation populaire[23]. Seraient (re)créées les lignes suivantes : 42, 52, 53, 56 et 74. Les lignes 12 à 14, 17, 20, 21, 27 à 29, 34, 36, 38, 41, 43, 45 à 50, 54, 57 à 61, 63 à 66, 68, 69, 71, 72, 75 à 80, 84, 86 à 89 et 95 seraient quant à elles modifiées (parfois prolongées de quelques arrêts, parfois elles reprendront un trajet parallèle à celui qu'elles empruntaient précédemment pour libérer une portion d'une autre ligne qui pourrait alors être réaffectée à une autre destination, raccourcie ou supprimée).

Finalement, les lignes 15, 22 et 98 seraient supprimées puisque leur trajet serait presqu'intégralement repris par d'autres lignes modifiées. Au total, seulement 15 lignes resteraient inchangées.
- Après 2020 :
  - étude sur la conversion en tram ou en trolleybus des lignes de bus 49 et 95.

## Le réseau

### Présentation
Le réseau se compose d’une cinquantaine de lignes, dont une circulant exclusivement en soirée, ainsi que plusieurs lignes ne circulant qu'aux heures de pointe.
Globalement le réseau fonctionne de 5 h à 20 h en journée, jusqu’à minuit en soirée. Le réseau couvre la Région de Bruxelles-Capitale et quelques communes de la Région flamande.

### Noctis
Noctis est un service nocturne proposé par la STIB entre minuit et quart et trois heures du matin les nuits de vendredi à samedi et de samedi à dimanche. Il se compose de 11 lignes au départ de la station de métro Gare Centrale. Ce service existe depuis le 20 avril 2007 mais le nombre de lignes a été réduit en 2008 et 2010.

### Service Taxibus
En complément du réseau régulier, la STIB organise un service de transport de personnes handicapées. Ce service fonctionne sur réservation téléphonique et propose une desserte en « porte-à-porte ». Le service est assuré du lundi au vendredi de 6 h 30 à 23 h au moyen de véhicules Mercedes-Benz Sprinter longs d'environ 5 m. Ce service fut créé en mai 1978.

## Infrastructure

### Dépôts
Les autobus de la STIB sont remisés sur cinq sites:
- le garage Jacques Brel, commun avec le métro et qui accueille 197 autobus ;
- le garage Haren, commun avec le tramway et qui accueille 242 autobus ;
- le garage Delta, commun là aussi avec le métro et qui accueille 166 autobus ;
- le garage Petite île, qui accueille uniquement des 150 autobus[28].
- le nouveau garage Marly, construit en 2019 peut contenir 90 bus. Son extension prévue en 2024 permettra d'accueillir jusqu'à 160 bus[28].

Ces cinq sites hébergent tous des bus standards et articulés.

## Matériel roulant

### Matériel roulant actuel

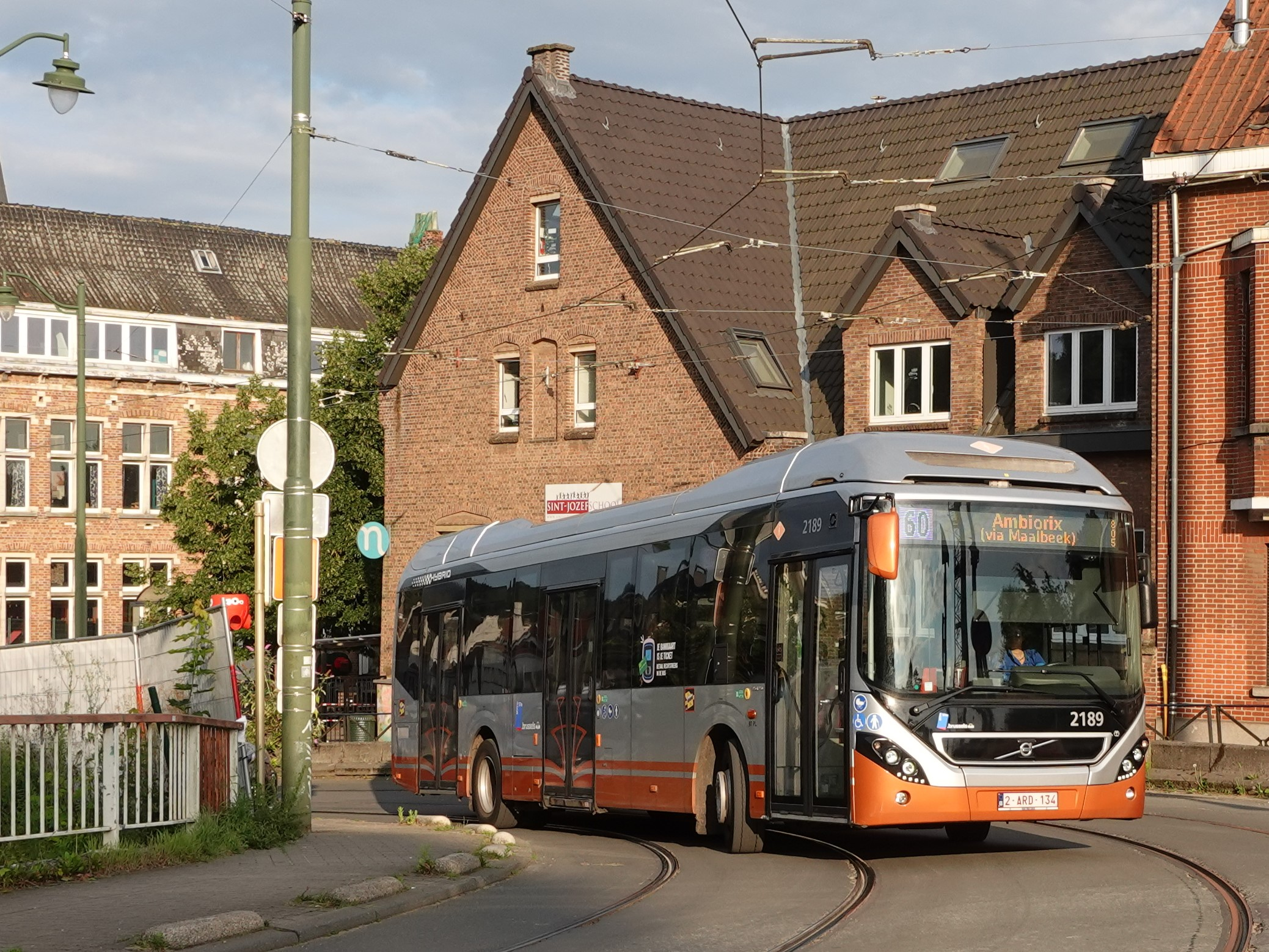
Un Volvo 7900Hybrid sur la ligne 60.

#### Généralités
Afin de remplacer les Van Hool AG300, la STIB passe commande de 31 Mercedes-Benz Citaro C1 Facelift (série 8858-8888) livré en 2007 puis de 52 autres (série 9001-9052) livrés entre 2008 et 2009 ; la série 8858-8888 est retirée du service fin 2021.
En avril 2009, la STIB a passé à la société belge Van Hool une commande de 189 véhicules Autobus de type NewA330. Cette commande d'autobus a été la plus importante de l'histoire de la STIB. Ces 189 bus complètent les 127 bus du même modèle commandés en juin 2005 numérotés de 8101 à 8227 et mis en service entre 2006 et 2007. La livraison a commencé fin 2009 et s'est poursuivie jusqu'en mars 2011, ils sont numérotés de 9601 à 9789.
La livrée de ces bus est à base de gris et de cuivre. Le moteur des 9601-9789 respecte la norme EEV, encore plus stricte que la norme européenne Euro 5 en vigueur depuis le 1er octobre 2009 ; celui des 8101 à 8227 est aux normes Euro 4. Ces derniers sont retirés du service en 2021 afin de se mettre en conformité avec les normes antipollution.
Ils disposent de deux portes, contre trois pour leurs prédécesseurs ainsi que les modèles commandés ultérieurement. Cette disposition augmente le nombre de sièges mais est susceptible de poser problème aux heures de pointe et sur les lignes les plus fréquentées.
L'ultime commande de bus Diesel de la STIB a été livrée entre 2014 et 2015, au nombre de 172 véhicules : 93 autobus standards Mercedes-Benz Citaro C2 (série 9801-9893) et 79 autobus articulés Mercedes-Benz Citaro G C2 (série 9101-9179). Les standards reviennent à une disposition à trois portes contre deux sur les Van Hool NewA330.
Avec la mise hors-service des derniers Van Hool A300 et A308 début 2019, les NewA330 devinrent les plus anciens autobus en service à Bruxelles.

#### Abandon progressif du Diesel

##### La solution transitoire: le bus hybride
La région s’est engagée à évoluer progressivement vers une flotte 100 % électrique en 2030. Durant cette transition, une dernière commande de 235 bus hybrides alimentés en partie au diesel sera passée.
Pour ce faire, la STIB a testé d'août à octobre 2017, et durant deux mois, trois prototypes de bus standard de type hybrides diesel-électricité sur la ligne 64 en vue de l'acquisition, d'ici 2019, de 235 bus hybrides : 90 standards et 145 articulés.
Le test a comparé des bus de trois constructeurs : l'italien Iveco Bus, le polonais Solaris et le suédois Volvo, qui ont chacun mis un bus prototype standard et un articulé à disposition : respectivement un Urbanway 12 et un Ubranway 18, un Urbino 12 IV et un Urbino 18 IV ainsi qu'un 7900 et un 7900A. Ces véhicules ont été soumis à une série de tests de performances techniques tels que les mesures de bruit, de vibration, de rayon de giration, et à une mesure de consommation, réalisée en situation réelle.
Les résultats ont été les suivants :
- dans la catégorie des bus standards, le bus Volvo 7900 H est celui qui a produit les meilleurs résultats globaux pour l’ensemble des critères d’évaluation du marché ;
- dans celle des bus articulés, l'Iveco Urbanway 18 Hybrid a surpassé les autres modèles.

Cinq de ces autobus, restitués à leur constructeur, ont rapidement été revendus à l'étranger en gardant leurs couleurs de la STIB :
- le Volvo 7900 et le Solaris Urbino 18 IV, immatriculés en Pologne, circulent à Vilnius[29],[30] ;
- le Volvo 7900A circule désormais à Prague[31] ;
- le Solaris Urbino 12 IV a par la suite roulé en Pologne, en Bulgarie puis à Prague[32].

Seul l'Iveco Urbanway 18 est resté en service à Bruxelles.
Le conseil d’administration de la STIB a par la suite conclu un accord-cadre d’une durée de 5 ans avec la société Volvo pour l’étude, la construction et la fourniture d’autobus hybrides standards « plancher bas » (véhicules, pièces de rechange, maintenance des unités de stockage électriques et des composants de la chaîne de traction), avec une première commande, ferme, de 90 véhicules, sous réserve de la période de standstill (notification, avant attribution du marché, de la décision d’attribution aux soumissionnaires non retenus, suivi par un délai d’attente de 15 jours calendrier), pour un montant de 42,5 millions d’euros HTVA (achat des véhicules et options).
Les premiers autobus hybrides standards Volvo ont été mis en service à partir de fin octobre 2018.
Du côté des autobus hybrides articulés Iveco, 141 exemplaires ont été commandés et livrés en 2019, en plus du prototype conservé par la STIB. Il s’agit de la dernière commande d'une série de cinq commandes de bus hybrides et de bus entièrement électriques. Grâce à l'arrivée de ces nouveaux véhicules, la capacité du réseau de la STIB augmentera d'environ 32 % d'ici fin 2019. 23 exemplaires supplémentaires ont été réceptionnés en 2021.

##### Transition à l'électrique

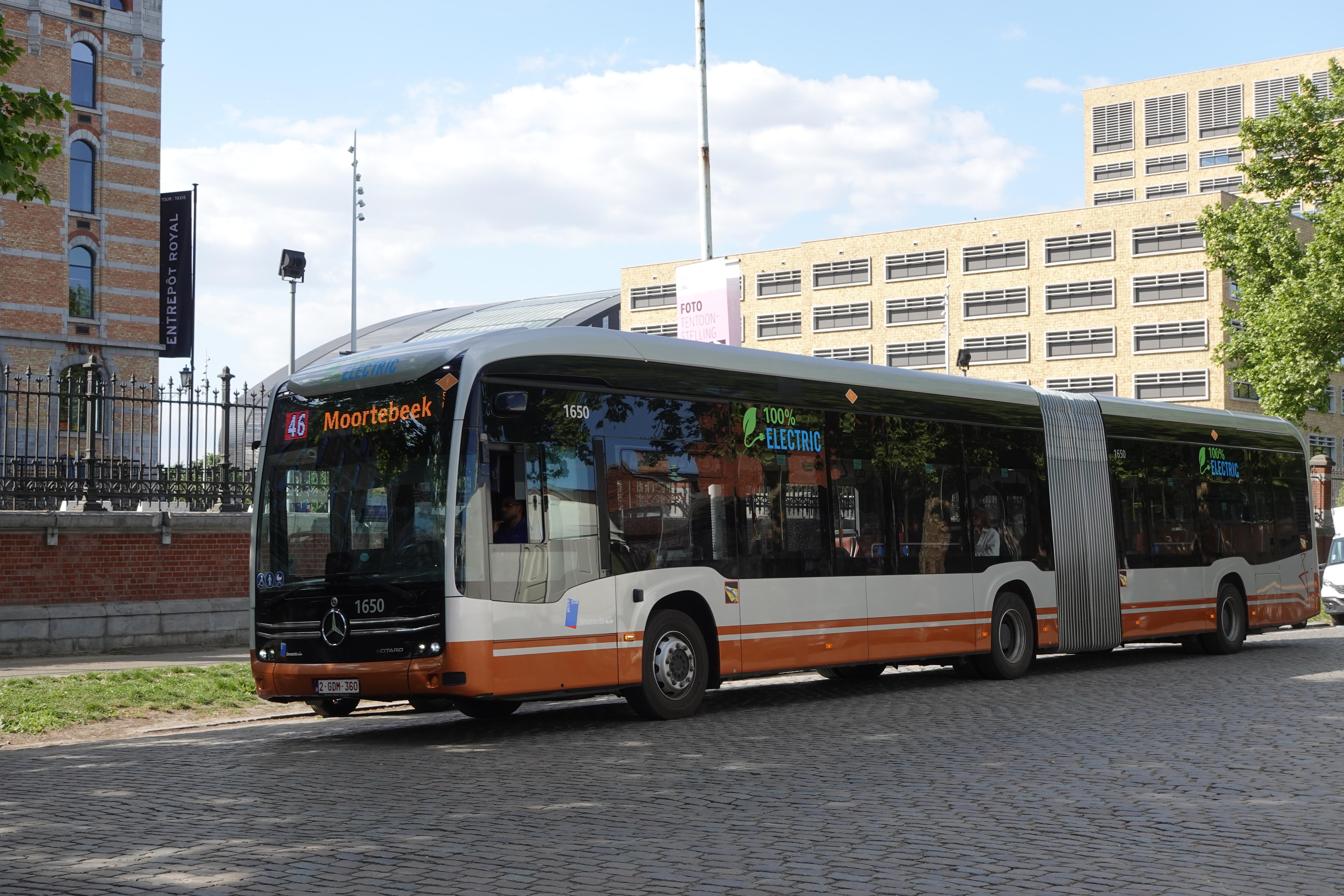
Autobus électrique eCitaro sur la ligne 46.

Depuis juin 2018, la STIB teste des bus 100 % électriques. Le passage au 100 % électrique est prévu pour 2030.
Ainsi, sept bus électriques de Solaris ont été progressivement mis en service à partir du 1er juin 2018 sur la ligne 33 où ils circulent exclusivement. Ce sont des « midibus » de 8,9 m seulement de longueur.
D'autres Solaris électriques, articulés cette fois-ci, ont été progressivement mis en service à partir du 29 avril 2019 sur la ligne 64 de la STIB. Ces bus disposent d'un système de recharge aux terminus (Opportunity charging) via un pantographe.
Du côté des autobus standards (longueur 12 m environ), cinq bus électriques Bolloré Bluebus sont entrés en service progressivement sur la ligne 13 à partir du 1er octobre 2018 puis sur la nouvelle ligne 37 mise en service le 6 mai 2019.

##### L'hydrogène
Un Van Hool NewA330 Fuel Cell est intégré à la flotte de la STIB fin 2021 pour des essais d'une durée de deux ans. Il s'agit d'une version à deux essieux, contre trois pour les exemplaires précédemment acquis par De Lijn. Il est notamment affecté à la ligne 56.

#### Liste détaillée
| Illustration | Modèle                           | Type             | Nombre | Numéros   | Mise en service | Hors service | Remarques              |
| ------------ | -------------------------------- | ---------------- | ------ | --------- | --------------- | ------------ | ---------------------- |
|              | Bluebus 12 m                     | Autobus standard | 5      | 1101-1105 | 2018            | En service   |                        |
|              | Mercedes-Benz eCitaro G          | Autobus articulé | 56     | 1601-1656 | 2025            | En service   |                        |
|              | Iveco Bus Urbanway 18 Hybrid     | Autobus articulé | 164    | 9201-9364 | 2019-2021       | En service   |                        |
|              | Mercedes-Benz Citaro C2          | Autobus standard | 93     | 9801-9893 | 2014-2015       | En service   |                        |
|              | Mercedes-Benz Citaro G C2        | Autobus articulé | 79     | 9101-9179 | 2014-2015       | En service   |                        |
|              | Mercedes-Benz Sprinter           | Minibus          | 12     | 9901-9912 | Après 2010      | En service   | Service Taxibus        |
|              | Solaris Urbino 8.9 LE électrique | Midibus          | 7      | 1001-1007 | 2018            | En service   |                        |
|              | Solaris Urbino 18 IV électrique  | Autobus articulé | 25     | 1501-1525 | 2019            | En service   |                        |
|              | Van Hool NewA330                 | Autobus standard | 127    | 8101-8127 | 2005            | 2021         |                        |
|              | Van Hool NewA330                 | Autobus standard | 189    | 9601-9789 | 2009-2011       | En service   |                        |
|              | Van Hool NewA330 Fuel Cell       | Autobus standard | 1      | 8931      | 2021            | 2024         | En essai pour deux ans |
|              | Volvo 7900 Hybrid                | Autobus standard | 110    | 9401-9510 | 2018-2019       | En service   |                        |
|              | Volvo 7900 Hybrid                | Autobus standard | 128    | 2201-2228 | 2021-2022       | En service   |                        |

### Matériel roulant ancien

#### Van Hool AG280

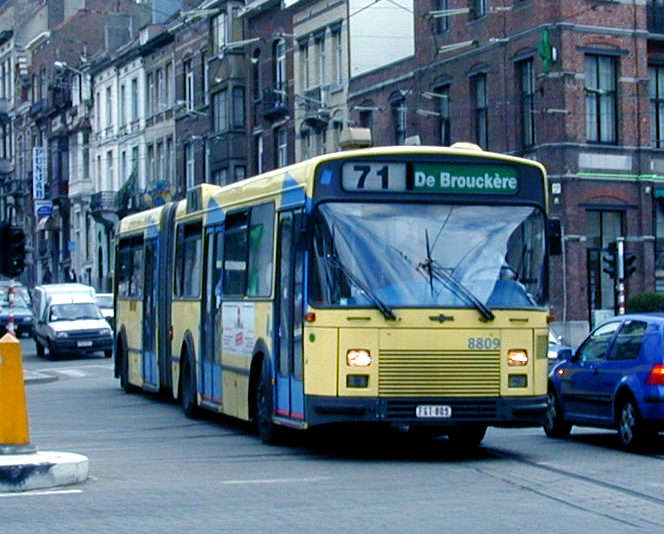
Les AG280 assuraient surtout la ligne 71.

Première série d'autobus articulés mis en service par la STIB, ces 25 autobus livrés en 1984-1985 étaient numérotés 8801 à 8825. Ils furent tous radiés en 2001 et remplacés par les AG300 8826 à 8857.

#### Van Hool A500

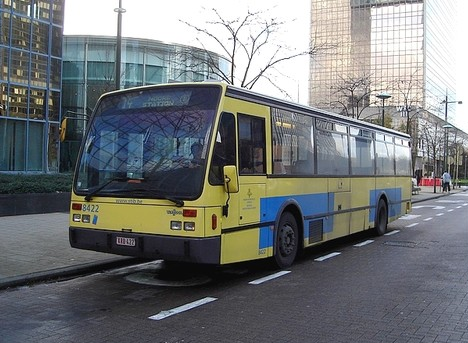
Un Van Hool A500 sur la ligne 14.

Ces bus sont le synonyme d’une petite révolution dans le parc autobus de la STIB. À l’époque de leur livraison en 1991, exception faite des 25 AG280, le plus jeune autobus standard bruxellois datait de… 1978, tandis que les plus anciens dataient de 1972 ! Ce fut également l’avènement des autobus surbaissés à 3 portes.
Une 1re série de 120 exemplaires, numérotée de 8301 à 8420, fut d’abord livrée. Ensuite, une extension de commande de 60 exemplaires fut faite. Toutefois, parmi les petites différences entre ces 2 séries, il faut noter une puissance accrue du moteur. Plus tard, les 8301 à 8330 furent transformées pour les services spéciaux (transports scolaires et autres). À cette occasion, ils perdirent la porte du milieu afin d’offrir plus de places assises.
Bien que le 8301 fut d’abord présenté dans une livrée prototype (appelée « livrée 90 »), les A500 ne connurent que la livrée « rectangles sur pointe » tout au long de leur carrière. Certains A500 modifiés pour les services spéciaux (A500SP de la série 8301 à 8330) ont eu une livrée bleue spécifique fin 2013, début 2014 en vue d'assurer des services navettes lors de chantiers sur le réseau tram de la STIB.
Cette série d’autobus est déclassée depuis début 2010. Ils sont progressivement remplacés par les nouveaux Van Hool NewA330. La STIB profite de ce remplacement pour réorganiser l’attribution des véhicules aux 3 dépôts bus.
La voiture 8393 a été rachetée le 18 janvier 2011 par l’Athénée Royal Bruxelles 20 situé à Laeken. Après quelques transformations intérieures, (ajout de banquettes sur la plate-forme arrière, ajout de tables, de meubles et remplacement de l’éclairage intérieur) il est devenu un restaurant didactique statique.
L'autobus Van Hool A500 8399 a été conservé par le Musée du transport urbain bruxellois.

#### Van Hool A300
180 véhicules (8620 à 8679 et 8700 à 8799). Déclassement de la majorité des derniers exemplaires fin décembre 2018. Quelques exemplaires ont encore roulé la semaine du 7 janvier 2019.

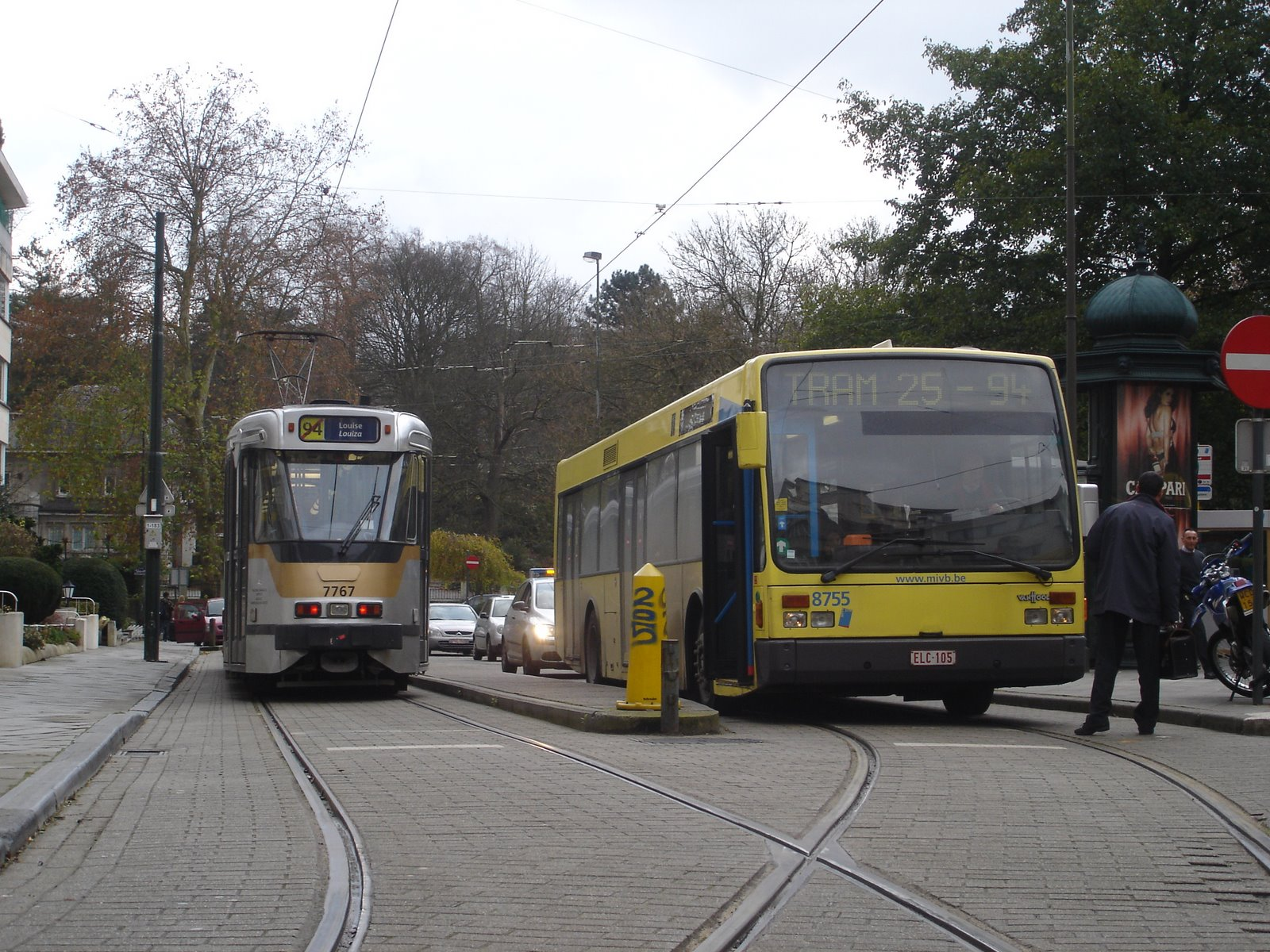
Van Hool A300/D2.
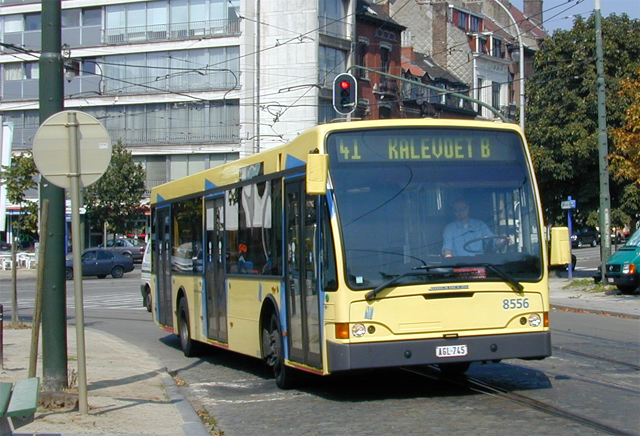
Jonckheere 1re série.
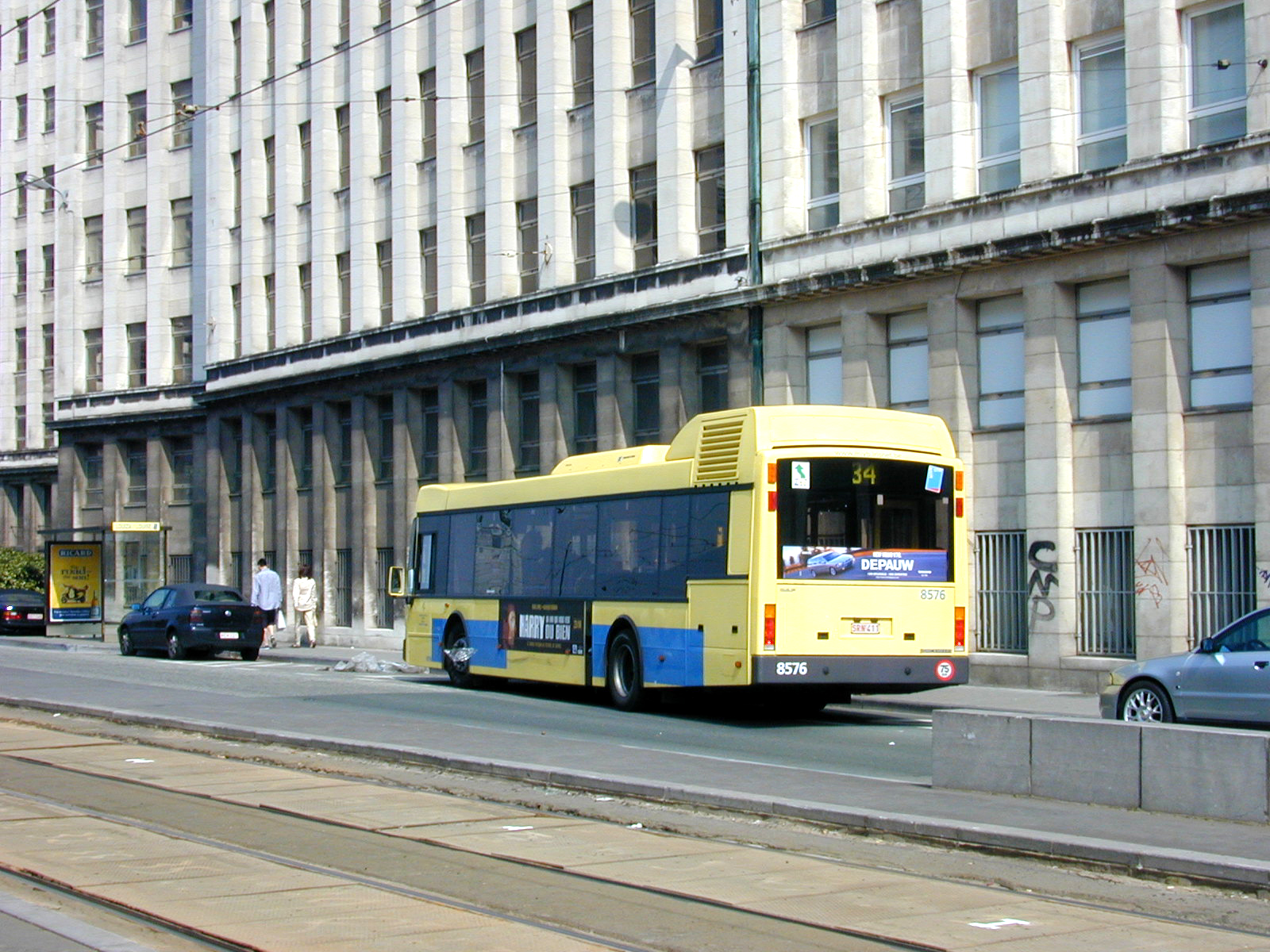
Jonckheere 2e série.

#### Jonckheere Premier
60 véhicules (8500 à 8559). Tous ces véhicules ont été déclassés en 2011- début 2012.

#### Jonckheere SB250
Série de 60 véhicules livrées de 1999 à 2000, numérotés de 8560 à 8619. Ils découlent des Jonckheere Premier mais possèdent un moteur à l'arrière et une bosse au niveau du dispositif de ventilation.
Déclassement de la majorité des derniers exemplaires fin décembre 2018. Quelques exemplaires ont encore roulé la semaine du 7 janvier 2019.

#### Van Hool AG300
Les autobus articulés Van Hool AG300 de la série 8826 à 8857 ont été livrés entre fin décembre 2000 et fin avril 2000. Ces véhicules ont été retirés du service voyageurs fin 2008, début 2009 et rendus à Van Hool à la fin du contrat de leasing. Les Mercedes Citaro G les ont remplacés.
Après leur déclassement par la STIB, ces bus ont été envoyés à Budapest par leur propriétaire, Van Hool. Il était possible de voir à Budapest des Van Hool AG300 en livrée jaune (dite rectangle sur pointe) ou en livrée grise (type art-déco).

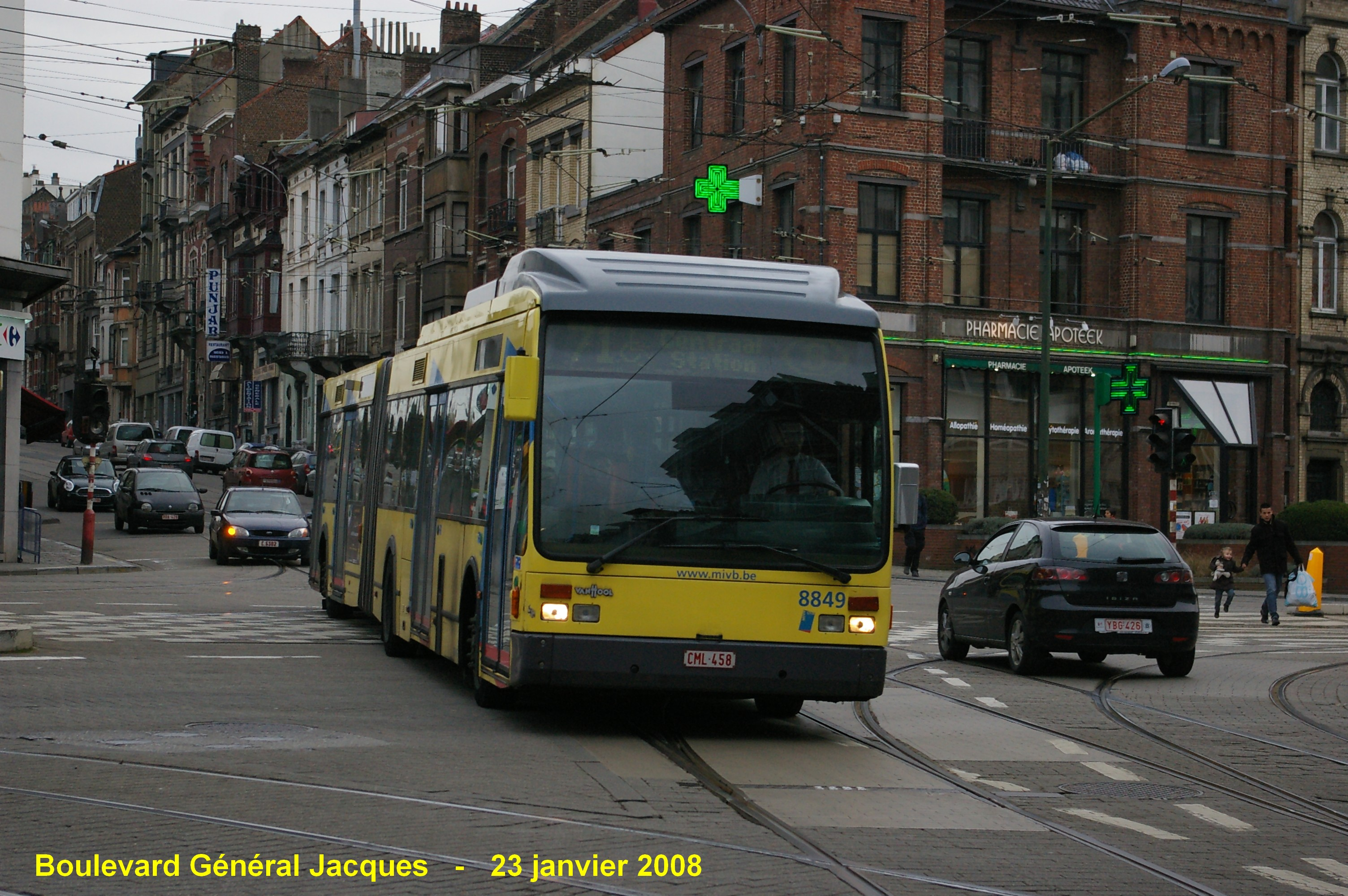
Van Hool AG300 sur la ligne 71.
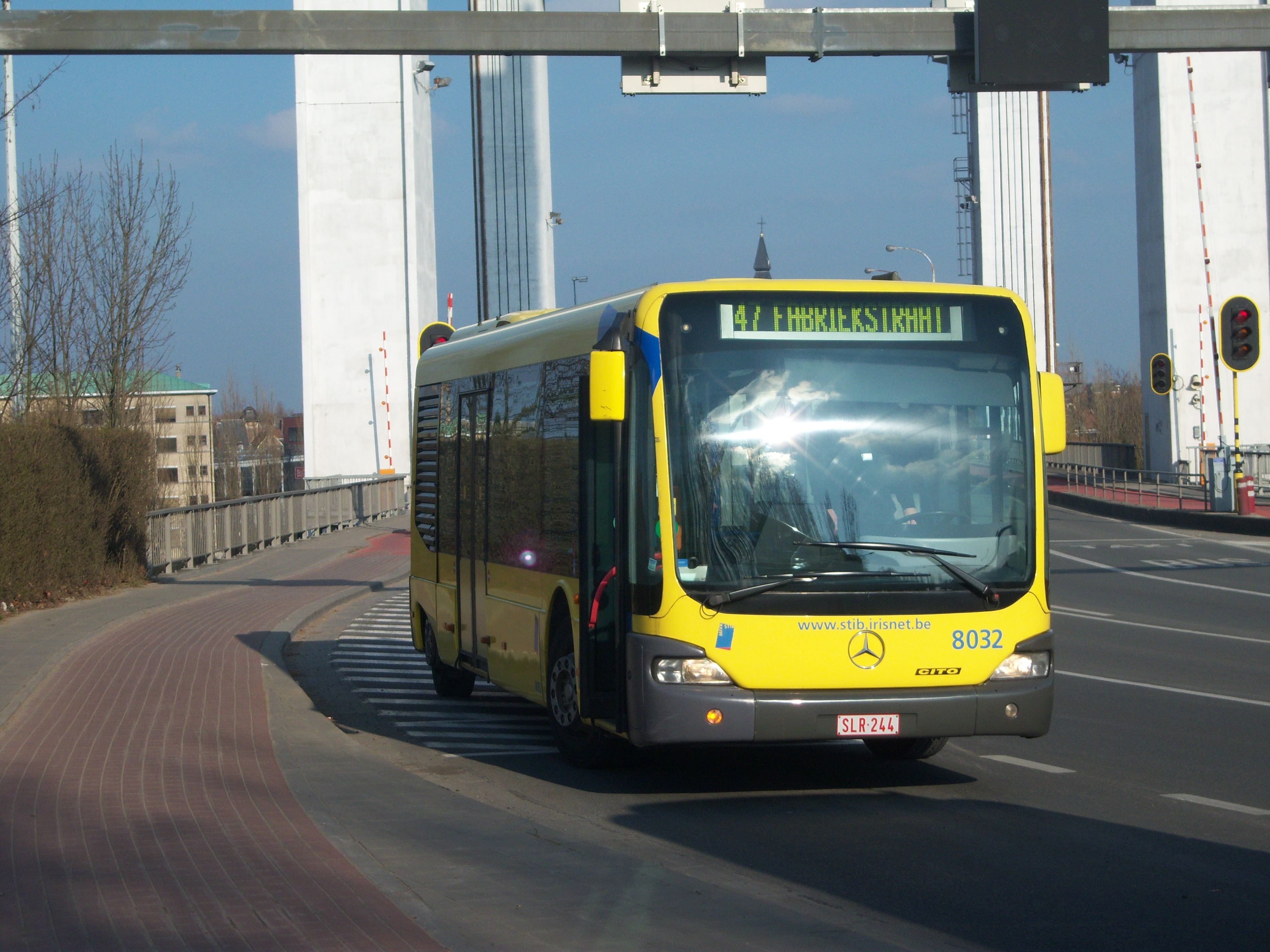
Mercedes-Benz Cito sur la ligne 47.
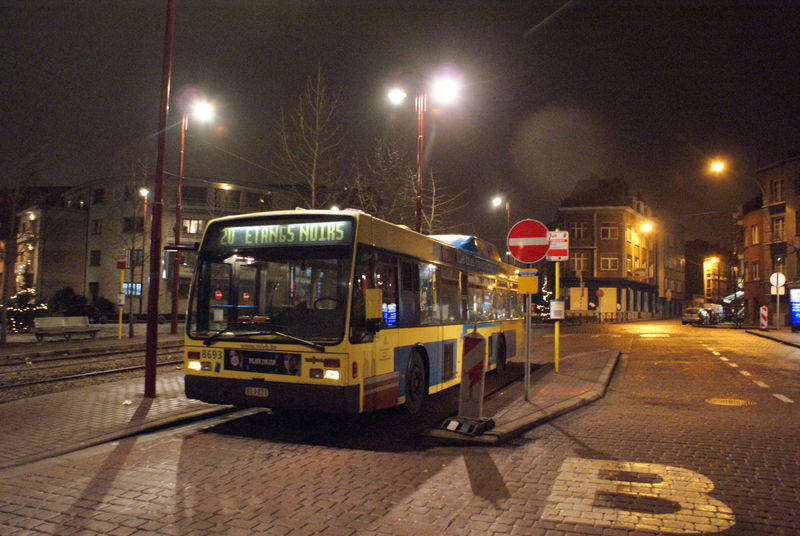
Van Hool A300 CNG sur la ligne 20.
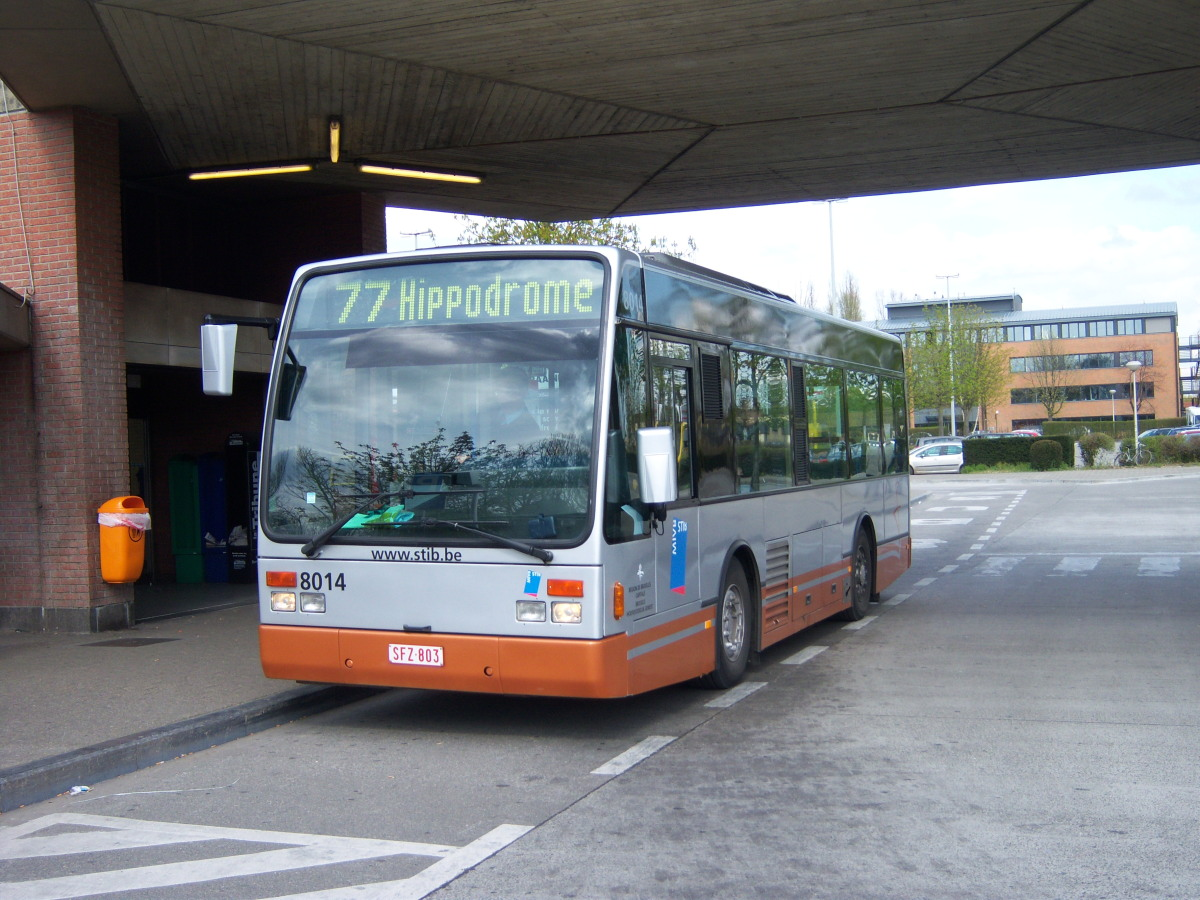
Van Hool A308 sur la ligne 77.

#### Mercedes Cito
Ancienne série de 12 midibus à propulsion diesel-électrique numérotés de 8031 à 8042. Ils furent retirés du service en 2008, au terme de leur période de leasing, après seulement 8 ans de carrière.

#### Van Hool A300 CNG
Ancienne série de 20 véhicules numérotés de 8680 à 8699. Ils entrèrent en service en 1993-1994. Leur déclassement fin 2009 a marqué la fin des bus au gaz naturel à Bruxelles.

#### Van Hool A308
Série de 30 véhicules
livrés de 1999 à 2000 et numérotés de 8001 à 8030. La majorité de ces bus a été déclassée durant l'été 2016. Cependant, 6 bus subsistaient encore à l'été 2017 et roulaient notamment sur la navette 70. Le déclassement des derniers exemplaires survint le 31 décembre 2018.

#### Mercedes-Benz Citaro G C1 Facelift
Série de 83 véhicules numérotés de 8858-8888 et 9001-9052 Ils entrent en services entre 2007 et 2009.Ils sont étés afféctés à beaucoup de lignes et de dépot jusqu'en 2021. Les véhicules de la norme euro 4 (8858-8888)ont été retiré du service donc la norme euro 5 a été limité au dépots Delta et Jacques Brel jusqu'en 2025 et ils ont eux aussi été retiré du service.

#### Autobus standards
| Illustration | Modèle                     | Nombre | Numéros   | En service | Hors service | Remarques |
| ------------ | -------------------------- | ------ | --------- | ---------- | ------------ | --------- |
|              | Brossel A96 DAR / Ragheno, | 15     | 8016-8030 | 1956       | 1973         |           |
|              | Brossel A96 DAR / Ragheno, | 15     | 8031-8045 | 1956       | 1973         |           |
|              | Brossel A96 DAR / Van Hool | 60     | 8061-8120 | 1957       | 1973         |           |
|              | Brossel A99 DAR / Van Hool | 30     | 8121-8150 | 1957       | 1973-1975    |           |
|              | Büssing 6500T / Ragheno    | 15     | 8001-8015 | 1956       | 1973         |           |
|              |                            |        |           |            |              |           |

## Tarification et financement
La tarification des lignes de la Société des transports intercommunaux de Bruxelles repose sur la carte MOBIB et sur deux systèmes décrits dans l'article Tarification des transports en commun de la région de Bruxelles :
- les titres Brupass et Brupass XL mis en place en février 2021 permettant l'accès aux réseaux STIB, TEC, De Lijn et SNCB ;
- les titres propres à la STIB valables uniquement sur ses lignes.

Une exception majeure, la desserte de l'aéroport de Bruxelles-National par la ligne 12 au départ dudit aéroport : elle nécessite un titre ou abonnement « Go2City », mais un trajet à destination de l'aéroport peut s'effectuer avec un titre STIB ou Brupass.
Le financement du fonctionnement de la ligne, entretien, matériel et charges de personnel, est assuré par la STIB.